# His Three Daughters
His Three Daughters (conocida como Las tres hijas en Hispanoamérica) es una película dramática dirigida, escrita y producida por Azazel Jacobs. Está protagonizada por Carrie Coon, Natasha Lyonne y Elizabeth Olsen como tres hermanas separadas que vuelven a estar juntas para cuidar a su padre enfermo. 
La película se estrenó en el Festival Internacional de Cine de Toronto el 9 de septiembre de 2023. En octubre de 2023, Netflix adquirió los derechos de distribución mundial de la película por 7 millones de dólares. Programó su estreno en cines selectos el 6 de septiembre de 2024, seguido de un lanzamiento en streaming el 20 de septiembre.

## Elenco
- Carrie Coon como Katie
- Natasha Lyonne como Rachel
- Elizabeth Olsen como Christina
- Rudy Galvan como Angel
- Jose Febus como Victor
- Jasmine Bracey como la enfermera
- Jay O. Sanders como Vincent "Vinny"
- Jovan Adepo como Benjy

## Recepción
En Metacritic, que utiliza una media aritmética ponderada, asignó a la película una puntuación de 84 sobre 100, basada en 36 críticas, lo que indica "aclamación universal". Las críticas de His Three Daughters han sido en general positivas, con Vanity Fair calificando la película como "un escaparate maravilloso" y The Hollywood Reporter  elogiando la actuación de las tres actrices como "excepcional".